# Débuts de l'agriculture en Nouvelle-Guinée
Les débuts de l'agriculture en Nouvelle-Guinée se font au Néolithique, autour de 8000 avant notre ère. Ils sont principalement connus à travers le site de Kuk.

## Domestications végétales
Dans le contexte des forêts pluviales d'altitude de la Chaîne Centrale, les habitants de la Nouvelle-Guinée de l'époque néolithique font évoluer leurs relations avec plusieurs espèces végétales, comme le bananier, la canne à sucre ou le taro. Ces domestications passent de manière prédominante par la multiplication végétative. Le haut degré de biodiversité en Nouvelle-Guinée aujourd'hui est en partie le résultat des millénaires de soins investis dans ces relations de domestication, que les chercheurs préfèrent parfois nommer horticulture plutôt qu'agriculture.

## Techniques
L'archéologie révèle des aménagements du terrain dans la forêt de Kuk, comme des tranchées et des monticules, qui indiquent des systèmes d'irrigation et de régulation de l'humidité.

## Structures sociales
Alors que dans d'autres régions du monde, l'agriculture a conduit à une homogénéisation des humains, en Nouvelle-Guinée et dans sa zone d'influence, les sociétés sont immensément diverses, ce qui est en partie lié au mode néo-guinéen de culture des plantes.